# Ruvo di Puglia
Ruvo di Puglia (Rèuve en el dialecte local) és un municipi italià, situat a la regió de la Pulla i a la Ciutat metropolitana de Bari. El 2022 tenia una població estimada de 24.465 habitants.